# Can Nadal (Maçanet de la Selva)
Can Nadal és una masia de Maçanet de la Selva (Selva) inclosa a l'Inventari del Patrimoni Arquitectònic de Catalunya.

## Descripció
Edifici de dues plantes i golfes amb coberta de dues aigües a laterals. Té la planta quadrangular i la part dreta del primer pis està reconstruïda amb rajol vist, zona dins la qual se situa un rellotge de sol circular. Els elements més destacables són el dintell horitzontal de la porta principal i l'arc conopial trilobulat i format en dues peces de la finestra central del primer pis, tots ells emmarcats de pedra. Les altres obertures són emmarcades de rajol i fusta. Al lateral esquerra de la casa sobresurt una estructura circular a la planta baixa que correspon a un antic forn. A l'entorn proper de la casa hi ha un hort i una cotxera.

## Història
Les primeres notícies són de principis del segle xiv, encara que bona part de l'edifici correspon a reformes del segle xix, que es van fer usant sobretot rajols com a material de construcció.
Era lloc de residència de masovers i no pas dels propietaris, la família Pons. Des que fou deshabitada per l'últim masover, el 1975, s'utilitza com a segona residència